# Plaubelia navicularis
Plaubelia navicularis là một loài rêu thuộc họ Pottiaceae. Loài này được (Mitt.) R.H. Zander mô tả khoa học năm 2021.